# 1999 AN22
1999 AN22 är en asteroid i huvudbältet som upptäcktes den 14 januari 1999 av Beijing Schmidt CCD Asteroid Program vid Xinglong-observatoriet.
Asteroiden har en diameter på ungefär 21 kilometer.